# Ritva Sarin-Grufberg
Ritva Voukko Sarin-Grufberg, född 17 maj 1944 i  Mariehamn, är en åländsk politiker (liberal). Hon är gift med Lennart Grufberg.
Sarin-Grufberg blev juris kandidat 1968 och var länge verksam i Sverige, bland annat som byrådirektör vid Patent- och registreringsverket 1970–1974 och avdelningsdirektör vid Länsstyrelsernas organisationsnämnd (LON) 1978–1988. Hon var Mariehamns stadsdirektör 1988–1999 och åter efter tjänstledighet 2003–2007 och tillhörde Ålands landskapsstyrelse med ansvar för näringsfrågor 2001–2003. Hon var ledamot av Ålands lagting 1999–2003. 
När Sarin-Grufberg blev utnämnd till stadsdirektör i Mariehamn 1988, var hon en av de första kvinnliga stadsdirektörerna i Finland.